# Lijst van voetbalinterlands Brunei - Mongolië
Deze lijst van voetbalinterlands is een overzicht van alle officiële voetbalinterlands tussen de nationale teams van Brunei en Mongolië. De landen hebben tot op heden twee keer tegen elkaar gespeeld. De eerste ontmoeting, een kwalificatiewedstrijd voor het Wereldkampioenschap voetbal 2022, werd gespeeld in Ulaanbaatar op 6 juni 2019. Het laatste duel, de returnwedstrijd in dezelfde kwalificatiereeks, vond plaats op 11 juni 2019 in Bandar Seri Begawan.

## Wedstrijden
| № | Plaats              | Datum        | Competitie           | Wedstrijd         | Uitslag |
| - | ------------------- | ------------ | -------------------- | ----------------- | ------- |
| 1 | Ulaanbaatar         | 6 juni 2019  | WK 2022 kwalificatie | Mongolië − Brunei | 2 − 0   |
| 2 | Bandar Seri Begawan | 11 juni 2019 | WK 2022 kwalificatie | Brunei − Mongolië | 2 − 1   |

## Samenvatting
| Competitie      | Totaal gespeeld | Winst Brunei | Gelijk | Winst Mongolië | Doelsaldo Brunei – Mongolië |
| --------------- | --------------- | ------------ | ------ | -------------- | --------------------------- |
| WK-kwalificatie | 2               | 1            | 0      | 1              | 2 − 3                       |
| Totaal          | 2               | 1            | 0      | 1              | 2 − 3                       |

Wedstrijden bepaald door strafschoppen worden, in lijn met de FIFA, als een gelijkspel gerekend.
NFABD
Bermuda ·
Bhutan ·
Cambodja ·
China ·
Filipijnen ·
Hongkong ·
India ·
Indonesië ·
Japan ·
Jemen ·
Laos ·
Macau ·
Malediven ·
Maleisië ·
Mongolië ·
Myanmar ·
Nepal ·
Oost-Timor ·
Pakistan ·
Rusland ·
Singapore ·
Sri Lanka ·
Tadzjikistan ·
Taiwan ·
Thailand ·
Vanuatu ·
Verenigde Arabische Emiraten ·
Zuid-Korea
MFF · Mongolisch vrouwenelftal
Interlands
Tegenstander:
Afghanistan ·
Azerbeidzjan ·
Bangladesh ·
Bhutan ·
Brunei ·
Cambodja ·
Filipijnen ·
Georgië ·
Guam ·
Hongkong ·
India ·
Japan ·
Jemen ·
Kirgizië ·
Koeweit ·
Laos ·
Libanon ·
Macau ·
Malediven ·
Maleisië ·
Mauritius ·
Myanmar ·
Noord-Korea ·
Oezbekistan ·
Oost-Timor ·
Palestina ·
Saoedi-Arabië ·
Singapore ·
Sri Lanka ·
Tadzjikistan ·
Taiwan ·
Tanzania ·
Vanuatu ·
Vietnam ·
Zuid-Korea